# جيان ماركو دي فرانسيسكو
جيان ماركو دي فرانسيسكو (بالإيطالية: Gian Marco Di Francesco)‏ هو دراج إيطالي، ولد في 2 أغسطس 1989 في مقاطعة تيرامو في إيطاليا.

## وصلات خارجية
- جيان ماركو دي فرانسيسكو على موقع الاتحاد الدولي للدراجات (الإنجليزية)
- جيان ماركو دي فرانسيسكو على موقع أرشيف الدراجات (الإنجليزية)
- جيان ماركو دي فرانسيسكو على موقع إحصائيات الدراجات الإحترافية (الإنجليزية)
- جيان ماركو دي فرانسيسكو على موقع نسبة الدراجات (الإنجليزية)